# Michał Gurgul
Michał Gurgul (ur. 30 stycznia 2006 w Poznaniu) – polski piłkarz występujący na pozycji obrońcy w polskim klubie Lech Poznań, którego jest wychowankiem. Reprezentant Polski.

## Sukcesy

### Lech Poznań
- Mistrzostwo Polski: 2024/2025